# Оттон I (пфальцграф Лотарингії)
Оттон I (нім. Otto I.; бл. 998–1047) — пфальцграф Лотарингії в 1034—1045 роках, герцог Швабії в 1045—1047 роках (як Оттон II).

## Життєпис
Походив з роду Еццоненів. Третій син Еццо, пфальцграфа Лотарингії, та Матильди, доньки імператора Оттона II. Народився близько 998 року. Замолоду брав участь у батьківських політичних діях та походах. Перша письмова згадка відноситься до 1025 року, де Оттона названо графом в Дойцгау. Ймовірно в цей же час стає графом Ауельгау.
Після смерті брата Людольфа 1031 року став спадкоємцем родинних володінь, оскільки старший брат Герман обрав духовну кар'єру. 1034 року після смерті батька став пфальцграфом Лотарингії, що було офіційно затверджено імператором 1035 року.
У 1044—1045 роках відіграв важливу роль у придушенні повстання Годфріда III, герцога Нижньої Лотарингії. 1045 року стає герцогом Швабії. Натомість передав пфальцграфство стриєчному брату Генріху. Крім того, Кайзерверт і Дуйсбург були передані короні. 1047 року під час підготовки до війни проти Бодуена V, графа Фландрії, та Дірка IV, графа Голландії, Оттон раптово помер у замку Томбург. Герцогство Швабія було передано Оттону фон Швайнфурту.

## Родина
Дружина — донька Гуго IV, графа Егісгайму
Діти:
- раніше вважався батьком Ріхензи (в подальшому дружини Оттон фон Нортгайму), але тепер ця версія перебуває під сумнівом.